# Hexatylus dipapillatus
Hexatylus dipapillatus is een rondwormensoort. De wetenschappelijke naam van de soort is voor het eerst geldig gepubliceerd in 1954 door Meyl.